# Salvátorská (Praha)
Salvátorská ulice na Starém Městě v Praze vede kolem kostela svatého Salvátora od Kosteční ulice k Dušní ulici. Kostel byl založen v roce 1611, v roce 1796 byl zrušen a do roku 1848 tu byla mincovna, dnes tu má sídlo Farní sbor Českobratrské církve evangelické. Na číslech 8 a 10 je secesní Štencův dům postavený v letech 1909-1911, dnes je tu coworkingové centrum Opero.

## Historie a názvy
Ulice vznikla během pražské asanace na přelomu 19. a 20. století, kdy byly zbourány domy přiléhající ke kostelu. V roce 1902 byla vyměřena a oficiální název "Salvátorská" má od roku 1910.

## Budovy, firmy a instituce
- Kostel svatého Salvátora - Salvátorská 1[3]
- Štencův dům - Salvátorská 8 a 10[4]